# Château du Théret
Pour les articles homonymes, voir Théret.
Le château du Théret est dans la commune de La Saunière située dans le département de la Creuse et la région Nouvelle-Aquitaine.

## Historique
Le château date de la fin du XIVe siècle, 1380 pour la partie la plus ancienne.
La fontaine, qui date du XVIe siècle, a été inscrite monument historique par arrêté du 12 janvier 1931, puis l'ensemble des façades et des toitures ont été inscrits par arrêté du 22 octobre 1965.
C'est au château du Théret que fut tourné, en 2002, le téléfilm « L'enfant des lumières », sorti en 2002 avec Nathalie Baye, d'après l'œuvre de Françoise Chandernagor.

## Descriptif
C'est un vaste édifice de deux étages avec deux tours rondes et une tour carrée dotée de l'escalier en colimaçon.
C'est une demeure privée qui n'est pas ouverte à la visite.

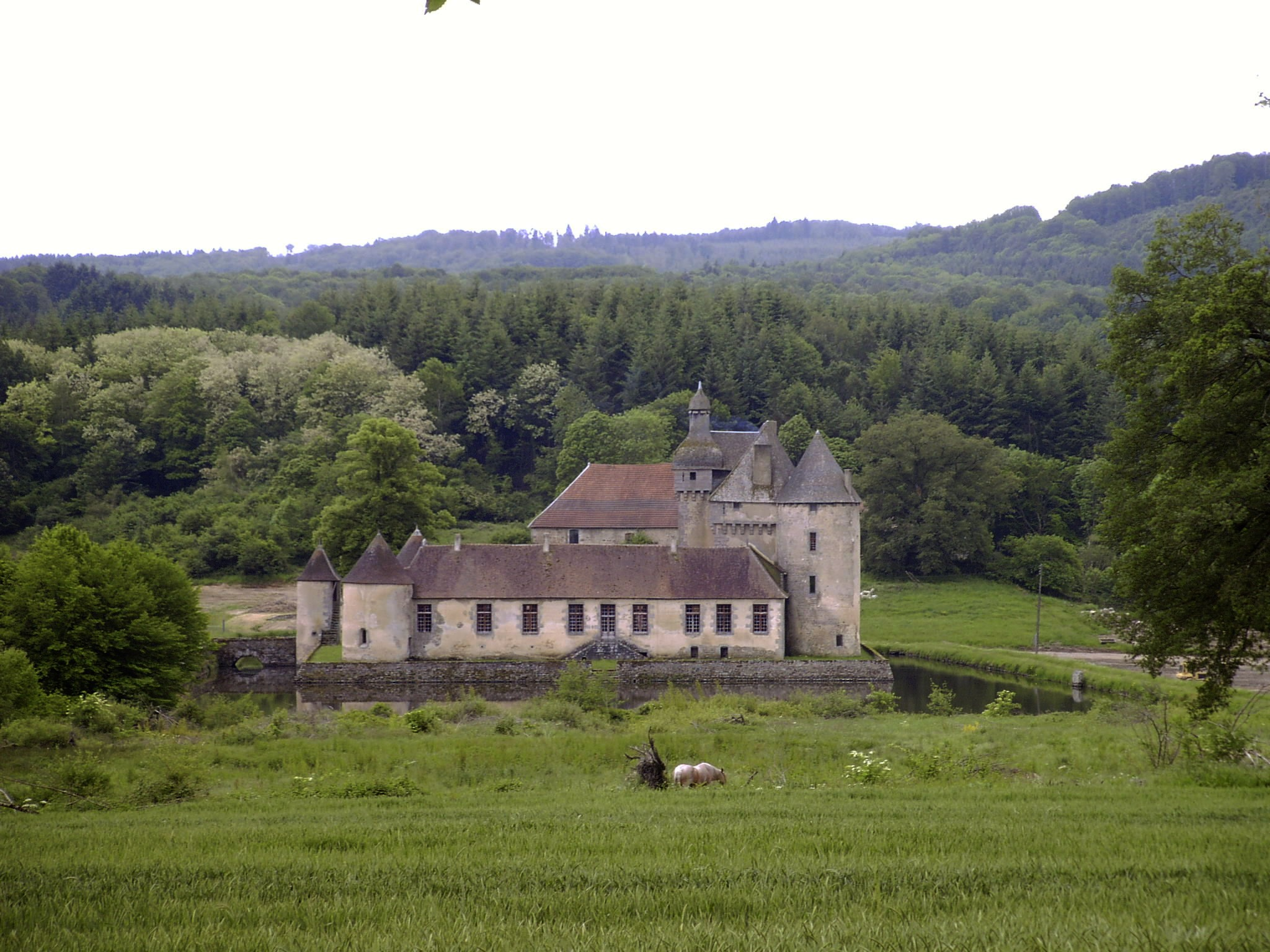
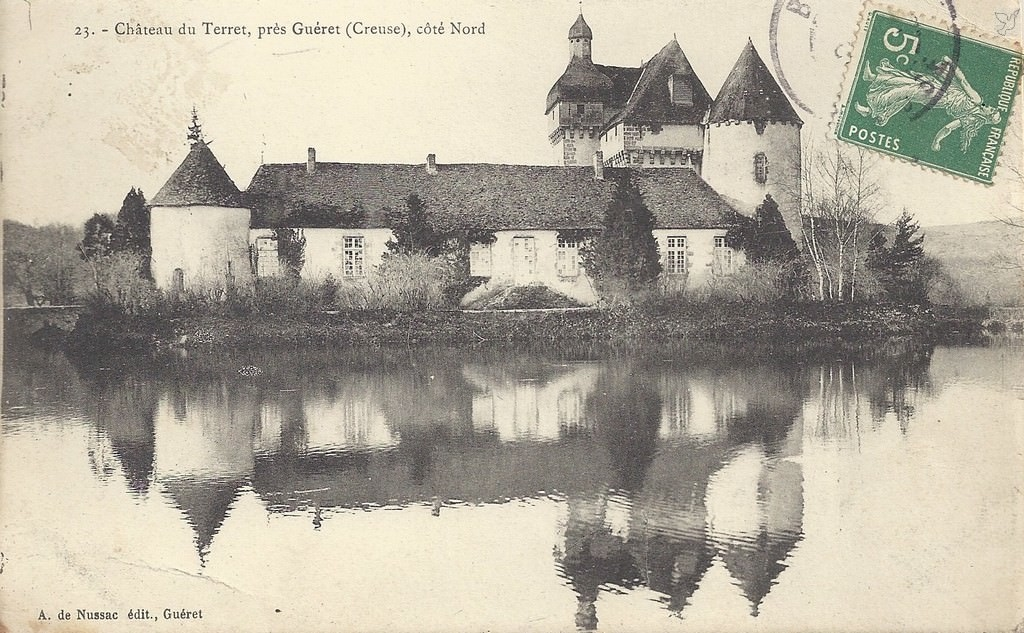
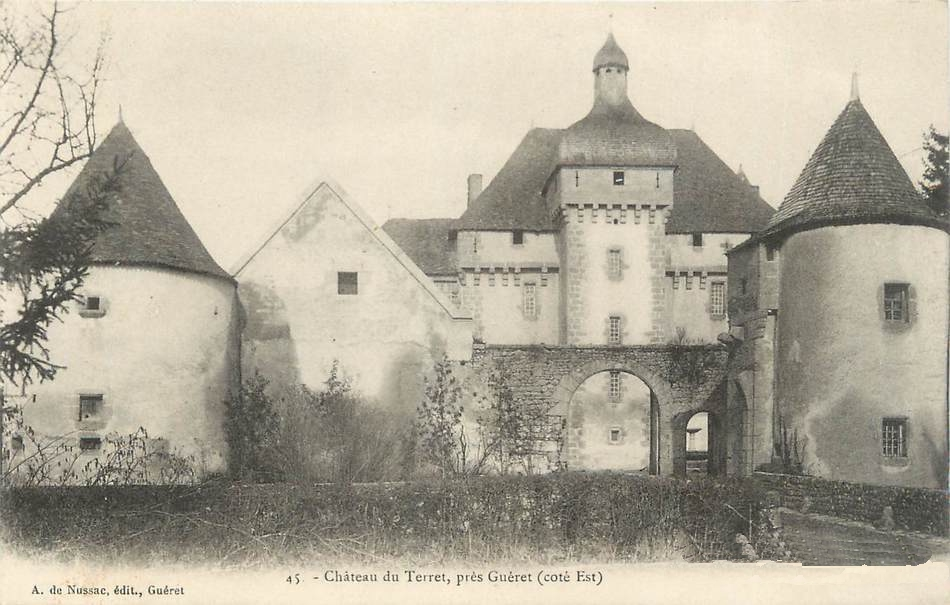
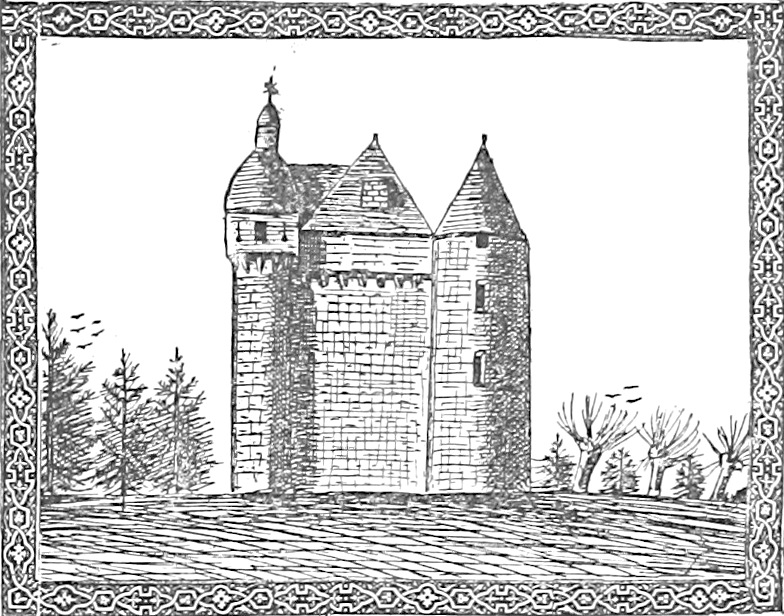